# Giuseppe Concone

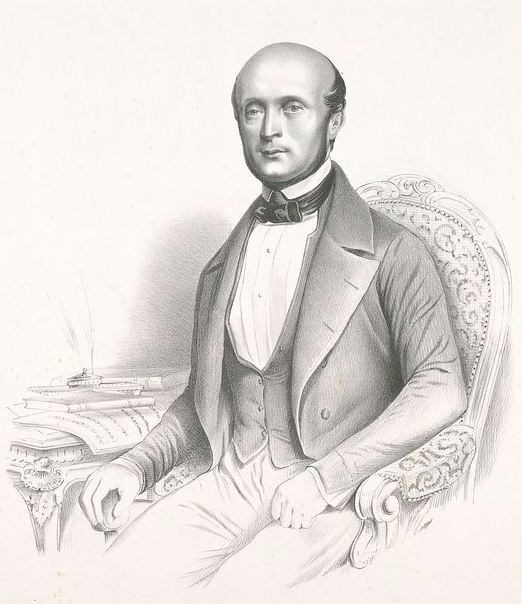
Giuseppe Concone. Zeichnung von Marie-Alexandre Alophe

Giuseppe Concone (* 12. September 1801 in Turin; † 6. Juni 1861 ebenda) war ein italienischer Gesangsmeister.

## Leben
Giuseppe Concone lebte von 1837 bis 1848 als italienischer Gesangsmeister in Paris. Aus Furcht vor der Revolution kehrte er in seine Heimatstadt Turin zurück. Besondere Berühmtheit erlangte Concone wegen seiner Vokalisen, die heute noch häufig als Conconen verwendet werden.

## Werke (Auswahl)
- Vorschule zur Gesangkunst: oder Elementar-Gesangschule op. 8, Schott, Mainz OCLC 165600242
- Fünfzehn Vokalisen für Alt mit Klavierbegleitung op. 12, Schott, Mainz OCLC 165600284
- 25 études mélodiques, faciles et progressives pour piano op. 24, Alex Grus, Paris OCLC 807323293